# Europa Cup (mannenhandbal) 1988/89
De European Champions Cup 1988/89 was de negenentwintigste editie van de hoogste handbalcompetitie voor clubs in Europa. SKA Minsk won voor de tweede keer de European Champions Cup.

## Deelnemers
| Eerste ronde | Eerste ronde |
| --- | --- |
| - Sporting Neerpelt: Kampioen van België - KN Anthoupolis: Kampioen van Cyprus - Kolding IF: Kampioen van Denemarken - SC Magdeburg: Kampioen van DDR - Kyndil Tórshavn: Kampioen van Faeröer - BK-46: Kampioen van Finland - USAM Nimes: Kampioen van Frankrijk - Filipos Verias: Kampioen van Griekenland - Raba ETO Györ: Kampioen van Hongarije - Valur: Kampioen van IJsland - Hapoel Rishon LeZion: Kampioen van Israël - Ortigia Siracusa: Kampioen van Italië | - Fola Esch: Kampioen van Luxemburg - Blauw-Wit Neerbeek: Kampioen van Nederland - Uraedd IF: Kampioen van Noorwegen - Wagner Biro Graz: Kampioen van Oostenrijk - Wybrzeże Gdańsk: Kampioen van Polen - ABC Braga: Kampioen van Portugal - Steaua București: Kampioen van Roemenië - Dukla Praag: Kampioen van Tsjecho-Slowakije - Turkye Halk Ankara: Kampioen van Turkije - Liverpool: Kampioen van het Verenigd Koninkrijk - HK Drott: Kampioen van Zweden - Amicitia Zürich: Kampioen van Zwitserland |
| Tweede ronde | |
| - VfL Gummersbach: Kampioen van Duitsland - Metaloplastika Šabac: Kampioen van Joegoslavië | - FC Barcelona: kampioen van Spanje - SKA Minsk: Kampioen van de Sovjet-Unie |

## Knock-out fase

### Eerste ronde
| Team 1               | Totaal  | Team 2             | 1       | 2       |
| -------------------- | ------- | ------------------ | ------- | ------- |
| Dukla Praag          | 70 – 30 | Fola Esch          | 30 – 16 | 40 – 14 |
| Wybrzeże Gdańsk      | 50 – 39 | Uraedd IF          | 22 – 16 | 28 – 23 |
| Wagner Biro Graz     | 33 – 47 | SC Magdeburg       | 17 – 25 | 16 – 22 |
| USAM Nimes           | 42 – 39 | ABC Braga          | 27 – 21 | 15 – 18 |
| Kyndil Tórshavn      | 33 – 51 | Valur              | 16 – 27 | 17 – 24 |
| Amicitia Zürich      | 44 – 39 | Sporting Neerpelt  | 25 – 19 | 19 – 20 |
| Raba ETO Györ        | 52 – 35 | Blauw-Wit Neerbeek | 26 – 12 | 26 – 23 |
| HK Drott             | 54 – 38 | BK-46              | 32 – 16 | 22 – 22 |
| Hapoel Rishon LeZion | 47 – 48 | Filipos Verias     | 28 – 23 | 19 – 25 |
| Kolding IF           | 64 – 24 | HB Liverpool       | 32 – 12 | 32 – 12 |
| Steaua București     | 68 – 42 | Turkye Halk Ankara | 40 – 19 | 28 – 23 |
| Ortigia Siracusa     | w.o.    | KN Anthoupolis     |         |         |

### Tweede ronde
| Team 1           | Totaal  | Team 2               | 1       | 2       |
| ---------------- | ------- | -------------------- | ------- | ------- |
| SKA Minsk        | 55 – 43 | Metaloplastika Šabac | 30 – 21 | 25 – 22 |
| Dukla Praag      | 56 – 44 | Wybrzeże Gdańsk      | 31 – 19 | 25 – 25 |
| SC Magdeburg     | 48 – 38 | USAM Nimes           | 23 – 13 | 25 – 25 |
| Amicitia Zürich  | 38 – 40 | Valur                | 16 – 15 | 22 – 25 |
| VfL Gummersbach  | 32 – 35 | FC Barcelona         | 17 – 15 | 15 – 20 |
| HK Drott         | 45 – 41 | Raba ETO Györ        | 23 – 18 | 22 – 23 |
| Ortigia Siracusa | 48 – 48 | Filipos Verias       | 25 – 19 | 23 – 29 |
| Kolding IF       | 42 – 53 | Steaua București     | 21 – 25 | 21 – 28 |

### Kwartfinale
| Team 1           | Totaal  | Team 2           | 1       | 2       |
| ---------------- | ------- | ---------------- | ------- | ------- |
| SKA Minsk        | 62 – 42 | Dukla Praag      | 32 – 19 | 30 – 32 |
| Valur            | 37 – 37 | SC Magdeburg     | 22 – 16 | 15 – 21 |
| HK Drott         | 48 – 44 | FC Barcelona     | 22 – 20 | 26 – 24 |
| Ortigia Siracusa | 43 – 53 | Steaua București | 22 – 26 | 21 – 27 |

### Halve finale
| Team 1       | Totaal  | Team 2           | 1       | 2       |
| ------------ | ------- | ---------------- | ------- | ------- |
| SC Magdeburg | 46 – 55 | SKA Minsk        | 26 – 25 | 20 – 30 |
| HK Drott     | 45 – 53 | Steaua București | 23 – 24 | 22 – 29 |

### Finale
| Team 1           | Totaal  | Team 2    | 1       | 2       |
| ---------------- | ------- | --------- | ------- | ------- |
| Steaua București | 53 – 61 | SKA Minsk | 30 – 24 | 23 – 37 |

|                     |
|                     |
| SKA Minsk 2de titel |